# Gustine, Texas
Gustine là một thị trấn thuộc quận Comanche, tiểu bang Texas, Hoa Kỳ. Năm 2010, dân số của thị trấn này là 476 người.

## Dân số
- Dân số năm 2000: 457 người.
- Dân số năm 2010: 476 người.